# برج الترك
برج الترك معلم تاريخي يطل على أحياء مدينة مستغانم، كحي الطبانة والدرب وتيجديت وصولا إلى شواطئ خروبة في الجهة الجنوبية الشرقية، وحي المطمر ووسط مدينة مستغانم التي تعد هي الأخرى امتدادا طبيعيا للبرج، إلى غاية البطحة المقابلة له من الواجهة الغربية، أما جنوبا فيحد الحصن ويقع
واختار المهندسون الذين بنوا برج الترك في العد العثماني خلال القرن الـ 16 هذه الأرضية بغرض من ذلك حماية كل مدينة مستغانم من تهديدات الإسبان الذين استقروا بوهران سنة 1492، أو القبائل المعادية لمستغانم.

## نبذة تاريخية

### التشييد

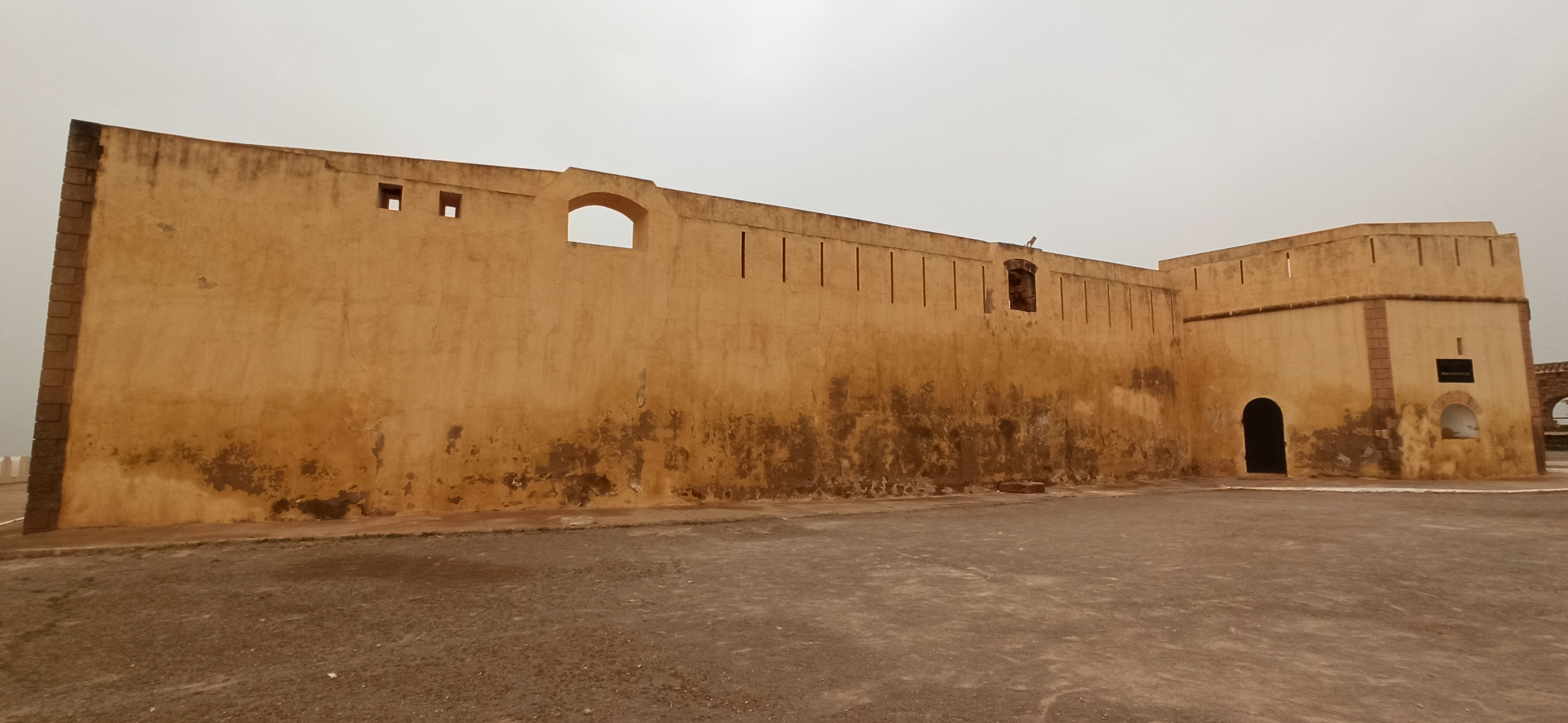
السور الخارجي لبرج الترك

تضاربت الأقوال  حول صاحب بناء البرج، فمنهم من نسب ذلك إلى حميدة العبد أحد قادة المحال، وهي أكبر قبائل الجزائر في كل الجهة الغربية (القرن الـ15/16)، ومنهم من نسبه إلى الباي مصطفى بن يوسف حاكم وهران ومستغانم خلال العهد العثماني، وإلى حد اليوم لا أحد يعرف حقيقة من بنى هذا البرج الذي يتربع على مساحة تفوق 1800 متر مربع بجدران يتجاوز عرضها 1.5 متر، تتوسطه باحته فسيحة بها بئر عميق تقابله من الجهات الأربعة قاعات متفاوتة الأحجام والأشكال كانت مخصصة للضباط والحراس والمطبخ، وجناح خاص للخيول، كما يعلو البرج سطح يطل على المحيط الخارجي لمدينة مستغانم، وعلى أجنحته الأربعة وضع 18 قطعة مدفع من الحجم الكبير لصد كل اعتداء قادم من البحر أو البرّ،

### الحقبة الإستعمارية
ويقول الباحثون إنه بعد سقوط مدينة مستغانم في قبضة الاستعمار الفرنسي سنة 1833 حوّل الحاكم العسكري برج الترك إلى ثكنة عسكرية، وأدخل عليه بعض التعديلات ذات طابع أوروبي بغرض تشويه معالمه العثمانية، وخلال الثورة التحريرية تم تحويل هذا المعلم التاريخي إلى مركز لتعذيب المجاهدين.
ويقال إن بئر البرج الذي يوجد وسط الساحة هو مغارة يمتد في اتجاهين، الأول من الحصن إلى غاية وسط المدينة، في حين تتجه الفتحة الثانية إلى غاية الشاطئ الساحلي المسمى بـ«سيدي السردوك» بخروبة.

### حقبة ما بعد الإستقلال

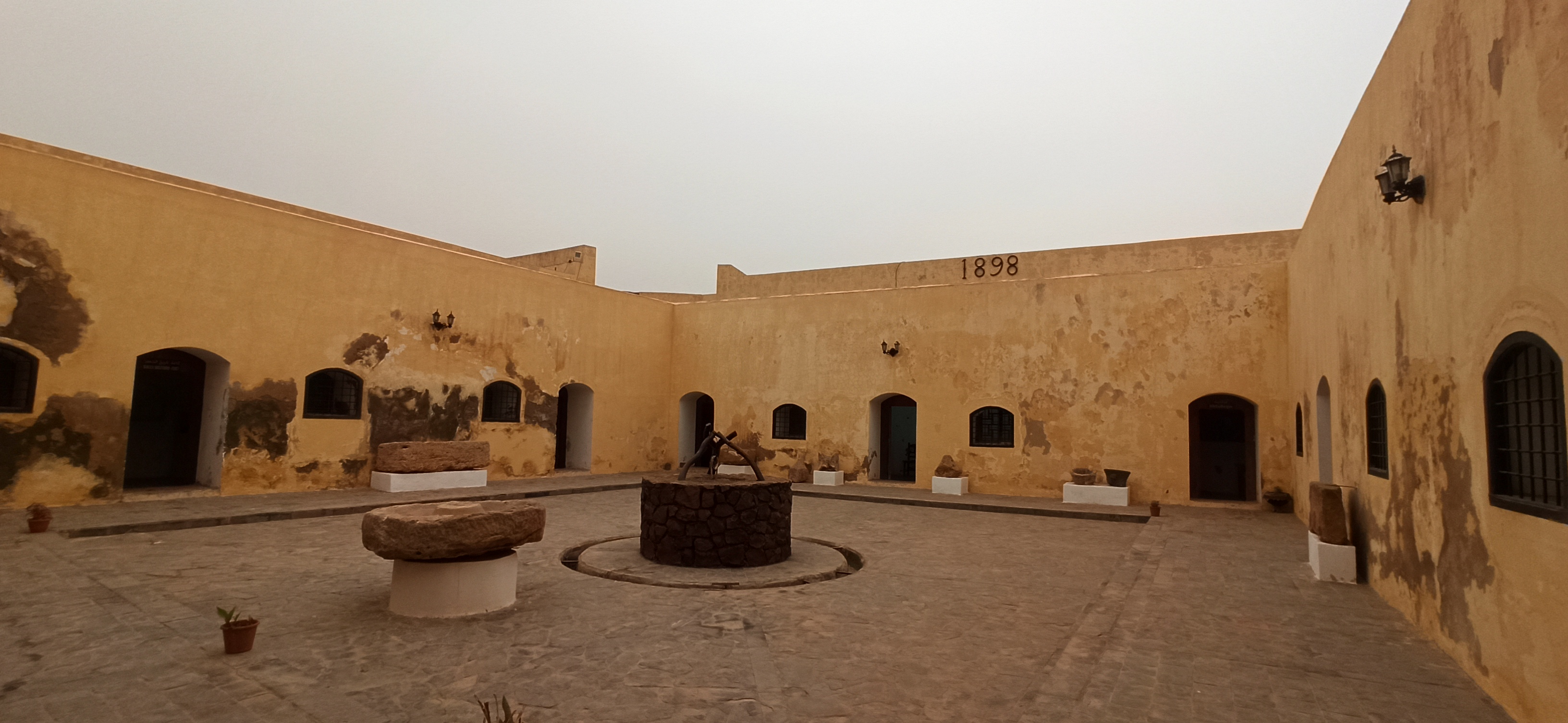
برج الترك

بعد استعادة الجزائر سيادتها عام 1962 اقتحمته عائلات إلى غاية 1980، وهي السنة التي رحلوا فيها إلى مساكن لائقة، ليبقى الحصن دون حماية وعرضة للتخريب وسرقة بعض محتوياته كالأبواب والنوافذ والبلاط. وفي سنة 1999 قررت ولاية مستغانم ترميم البرج وإعادته إلى طابعه العثماني، مباشرة بعدما صنف في نفس السنة كمعلم تاريخي، إلى جانب المعالم التاريخية الجزائرية الأخرى، كلف مكتب مختص في علم ترميم الآثار التاريخية التي شرعة كخطوة أولى في إزالة كل المعالم الاستعمارية الفرنسية الدخيلة على البرج، وإعادة تركيب نسخ لكل الأجزاء المفقودة والمذكورة سابقا، كما قامت بترميم جدرانه بالمواد الأصلية، وفي سنة 2004 نسب البرج والمتحف المتواجد بداخله رسميا إلى الديوان الوطني لتسيير واستغلال الممتلكات الثقافية والمحمية التابع إلى وزارة الثقافة، وهو مفتوح منذ أكثر من 16 سنة أمام الزوار وخاصة المؤسسة التربوية، إلا أن هذه الأخيرة وبسبب غياب التنسيق بين مديرية التربية لولاية مستغانم وإدارة المتحف والبلدية غابت تماما عن هذا المشهد التربوي.

## وصلات خارجية
- برج الترك